# فرنسيسكو آبرو
فرنسيسكو آبرو (بالإسبانية: Francisco Abreu)‏ هو لاعب غولف إسباني، ولد في 30 أغسطس 1943.

## وصلات خارجية
- فرنسيسكو آبرو على موقع رابطة أوروبا للاعبي الغولف المحترفين (الإنجليزية)